# Peter Lorenz Steiner
Peter Lorenz Steiner (* 3. Juni 1817 in Lavin; † 29. März 1862 ebenda) war ein Schweizer Politiker.

## Leben
Als Sohn eines Landammanns und Breslauer Konditoreibesitzers geboren, wuchs Steiner in Breslau auf und besuchte die Privatschule Bopp. Nachdem die Familie nach Lavin zurückgekehrt war, besuchte er das Institut à Porta seines Onkels Andrea Rosius à Porta in Ftan. Ab 1829 besuchte er das Gymnasium in Luzern, ab 1834 die evangelische Kantonsschule in Chur, von der er 1837 wegen seines nicht angepassten Betragens verwiesen wurde. Seinen Schulabschluss machte er auf dem Gymnasium in Luzern und studierte ab 1838 Rechtswissenschaften in Heidelberg und nach dortiger Relegation 1839 in Breslau und Jena. Während seiner Schulzeit wurde er 1836 Mitglied der Zofingia Graubünden, während seines Studiums 1838 Mitglied der Heidelberger und 1839 der Breslauer sowie der Jenaischen Burschenschaft (später Burschenschaft auf dem Fürstenkeller). In Genf lernte er Französisch. 1841/1842 wurde er erster Dorfvorsteher von Lavin, wo er bis zu seinem Tod auch Schulrats-, Kreis- und Bezirksgerichtspräsident war. Er arbeitete als Advokat.
1848 war er als Tagsatzungsgesandter tätig, zuletzt in Süs. Seit 1851 war er achtmal Mitglied des Grossen Rates von Graubünden, 1851 dessen Vizepräsident, 1860 und 1861 Mitglied des Kleinen Rates (Regierung des Kantons). Von 1856 bis 1859 und von 1860 bis 1862 war er Mitglied des Kantonsgerichts.
Steiner war Mitgründer der Tarasper Badegesellschaft und des Gesangvereins von Lavin. Er sammelte und übersetzte Volkslieder und Humoresken. Steiner war auch als Sänger und Dichter tätig.